# ريتشارد برتون
ريتشارد برتون (بالإنجليزية: Richard Burton)‏، حائز على رتبة الإمبراطورية البريطانية (سي بي إي) (ولد باسم ريتشارد والتر جنكينز جونيور، في 10 نوفمبر عام 1925 وتوفي في 5 أغسطس عام 1984)، ممثل ويلزي. اشتُهر برتون بصوته الجهوري السلس، وفرض برتون نفسه كممثل شكسبيري عظيم في خمسينيات القرن العشرين، وقدم أداء لا يُنسى لهامليت في عام 1964. دُعي بـ «الخلف الطبيعي لأوليفييه» من قبل الناقد وكاتب الدراما كينيث تينان. كان مدمنًا على الكحول، وقد خيب فشل برتون في الارتقاء إلى مستوى تلك التوقعات، أمل النقاد والزملاء، وعزز الخرافة عنه بأنه ممثل مسرحي فاسد.
رُشّح برتون لجائزة الأوسكار سبع مرات، ولكن لم يفز قط. حصل على جوائز الأكاديمية البريطانية لفنون السينما والتلفزيون (بافتا)، والغولدن غلوب، وأنطوانيت بيري للتميز في مجال المسرح (توني)، لأفضل ممثل. ارتقى برتون إلى صفوف نجوم أنجح الأفلام على شباك التذاكر، في منتصف ستينيات القرن العشرين. كان برتون بحلول أواخر ستينيات القرن العشرين أحد الممثلين الأعلى أجرًا في العالم، إذ حصل على أجر قدره مليون دولار أو أكثر بالإضافة إلى حصة من الإيرادات الإجمالية. ظل برتون مرتبطًا ارتباطًا وثيقًا بالوعي العام بسبب زوجته الثانية، الممثلة إليزابيث تايلور. نادرًا ما توقفت الأخبار عن تناول العلاقة المضطربة بين الزوجين.

## النشأة

### الطفولة
ولد برتون باسم ريتشارد والتر جنكينز جونيور في 10 نوفمبر عام 1925، في منزل في شارع 2 دان واي بونت في بونتريديفين، في غلامورغان، في ويلز. كان الثاني عشر من بين ثلاثة عشر طفلاً ولدوا لريتشارد والتر جنكينز الأب (1876-1957)، وإديث مادي جنكينز (ني توماس، 1883-1927). كان جنكينز الأب، الذي دعته الأسرة بـ دادي ني، منجّم فحم، بينما عملت والدته نادلة في حانة تُدعى «ماينرز آرمز»، وهو المكان الذي قابلت فيه زوجها وتزوجته. نُقل عن ريتشارد قوله إن دادي ني كان «رجلًا يشرب ستة كؤوس يوميًا»، وكان ينغمس في الشرب والمقامرة لأسابيع أحيانًا، وأنه «كان يشبهني كثيرًا» وفقًا لكاتب السير الذاتية ميلفين براغ. يتذكر والدته على أنها «امرأة قوية جدًا» و«روح نقية بشعر جميل ووجه حسن».
توفيت والدته في 31 أكتوبر، بعد ستة أيام من ولادة غراهام، الطفل الثالث عشر للعائلة، عندما كان عمر ريتشارد عامين فقط. توفيت إديث نتيجة التهابات ما بعد الولادة، واعتقد ريتشارد حدوث ذلك بسبب «إهمال النظافة». كانت إديث «نظيفة بشكل دقيق» وفقًا لكاتب السير الذاتية مايكل مون، إلا أن تعرضها لغبار مناجم الفحم أدى لوفاتها. قامت شقيقة ريتشارد الكبرى سيلينا والتي لطالما خاطبها بمودة بـ «سيس»، وزوجها إلفيد جيمس، وهو عامل منجم أيضًا، برعايته بعد وفاة إديث. عاش ريتشارد مع سيس وإلفيد وابنتيهما ميريان وراينون، في كوخهما المزود بشرفة ذي ثلاث غرف في شارع 73 كارادوك، في تايباتش، إحدى ضواحي مدينة بورت تالبوت، والتي وصفها براغ بـ «مدينة من الفولاذ القاسي، والمتحدثة بالإنجليزية، والمسحوقة والوسخة».
ظل ريتشارد محبًا وممتنًا لأخته طوال حياته، وقال لاحقًا: «عندما ماتت أمي، أصبحت أختي والدتي، وكانت أمًّا لي أكثر من أي واحدة أخرى.. كنت فخورًا جدًا بها... شعرت بجميع المآسي باستثناء مأساتها». اعتاد دادي ني زيارة منازل بناته أحيانًا لكنه عدا ذلك كان غائبًا.
يعتبر شقيقه إيفور، وهو أكبر منه بتسعة عشر عامًا، شخصية مهمة أخرى في نشأة ريتشارد، وكان إيفور لاعبًا في اتحاد الرغبي، «وأدار المنزل بيد حازمة يضرب بها المثل». كان إيفور مسؤولًا أيضًا عن تنمية شغف لعبة الرغبي عند ريتشارد في مرحلة الشباب. لاحظ كاتب السير الذاتية براغ، أن كرة قدم اتحاد الرغبي كانت أكبر اهتمامات ريتشارد، على الرغم من أنه لعب الكريكيت والتنس وكرة الطاولة. قال ريتشارد فيما يخص الرغبي، إنه «فضّل اللعب لويلز في ملعب كارديف أرمز، من اللعب لهاملت في أولد فيك». آمن بليدين ويليامز، مركز اتحاد الرغبي الويلزي، بأن ريتشارد «امتلك الإمكانيات البارزة كلاعب».
درس ريتشارد في المدرسة الشرقية الابتدائية من سن الخامسة وحتى الثامنة، بينما التحق بجزء الأولاد في المدرسة نفسها من سن الثامنة وحتى الثانية عشر. امتُحن من أجل القبول في منحة دراسية في مدرسة بورت تالبوت الثانوية في مارس عام 1937 واجتاز الاختبار. يشير كاتب السير الذاتية هوليس ألبرت إلى أن كلاً من دادي ني وإيفور اعتبرا تعليم ريتشارد «أمرًا بالغ الأهمية»، واعتزما إرساله إلى جامعة أكسفورد.
كان ريتشارد أول فرد يلتحق بالمدرسة الثانوية من عائلته. أظهر صوتًا رائعًا في التحدث والغناء منذ الطفولة، وفاز بجائزة إيستدفود لفئة ولد سوبرانو. أظهر ريتشارد أيضًا اهتمامًا كبيرًا بقراءة الشعر، وكذلك الأدب الإنجليزي والويلزي، خلال دراسته في مدرسة بورت تالبوت الثانوية. جنى المال من خلال إرسال الرسائل، ونقل سماد الخيول، وتوصيل الصحف.

### سنواته مع فيليب برتون
تحفّز ريتشارد عند فوزه بجائزة إيستدفود، وأراد تكرار نجاحه. اختار الغناء للسير آرثر سوليفان، أغنية «أورفيوس ويذ هيز لوت» (1866)، والذي اعتقد كاتب السير الذاتية ألبرت بأنه «تركيب صعب». طلب مساعدة من مدير مدرسته، فيليب برتون، ولكن عُطب صوته أثناء جلسات التدريب. يمثل هذا الحادث بداية ارتباطه بفيليب. يذكر فيليب بعدها أن «صوته كان خشنًا في البداية، ولكنه أصبح جميلًا بشكل لا يُنسى مع التدريب المستمر». اقتحم ريتشارد المسرح لأول مرة بدور ثانوي في مسرحية عربة التفاح للكاتب المسرحي الإيرلندي جورج برنارد شو، من إخراج مدرسته.
قرر ترك المدرسة بحلول نهاية عام 1941، والعمل في المنجم، لأن إلفيد لم يكن سليمًا بسبب المرض. عمل في اللجنة التعاونية المحلية زمن الحرب، إذ وزع الإمدادات مقابل قسائم. أخذ في عين الاعتبار مهنًا أخرى لمستقبله في نفس الوقت، بما في ذلك الملاكمة، والترهب، والغناء. قام بالتدخين، وشرب الكحول دون السن القانونية، خلال هذه الفترة. قابل فيليب مرة أخرى، عندما التحق بسرية بورت تالبوت 499 في فيلق التدريب الجوي، في سلاح الجو الملكي (أر إيه إف) كمجند، والذي كان قائد السرية. التحق أيضًا بمركز شباب تايباك، وهو مجموعة دراما للشباب أسسها ميريديث جونز، بقيادة ليو لويد، وهو عامل حدادة، وممثل مسرحي هاوٍ شغوف علمه أساسيات التمثيل.
لعب ريتشارد دور المدان الهارب في مسرحية لويد شمعدانات الأسقف، وهو مقتبس من قسم من البؤساء لفيكتور هوغو. لم توجد حوارات في المسرحية بأكملها، لكن أشار ألبرت إلى أن ريتشارد «مثّل دوره». قدم فيليب له دورًا في وثائقي/نسخة معدلة إذاعية من مسرحيته لهيئة الإذاعة البريطانية بي بي سي، يوث أت ذا هيلم (الشباب في دفة القيادة) (1942). أعاد كل من فيليب وجونز، ريتشارد إلى المدرسة بعد رؤية موهبته في 5 أكتوبر عام 1942. أشار فيليب إنه ريتشارد بأنه «ابني لجميع النوايا والغايات. كنت ملتزمًا به».

درّس فيليب المواد المدرسية بكثافة خلال عهدته، كما عمل على تطوير الأداء الصوتي للشباب، بما في ذلك التدريبات الصوتية في الهواء الطلق، التي حسنت من توقعاته. وصف ريتشارد التجربة بأنها «من أكثر فترات الألم والعمل الشاق» في حياته.

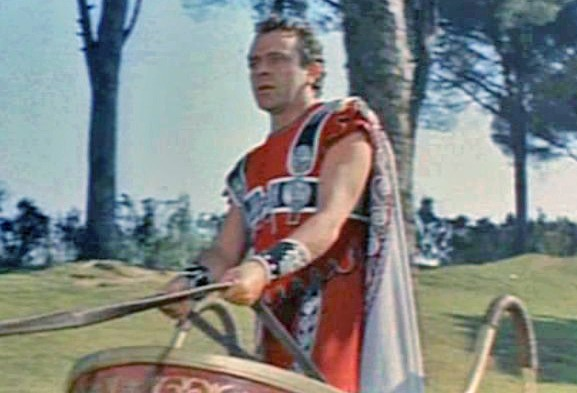
ريتشارد برتون في فيلم كليوباترا

## روابط خارجية
- ريتشارد برتون على موقع IMDb (الإنجليزية)
- ريتشارد برتون على موقع الموسوعة البريطانية (الإنجليزية)
- ريتشارد برتون على موقع روتن توميتوز (الإنجليزية)
- ريتشارد برتون على موقع مونزينجر (الألمانية)
- ريتشارد برتون على موقع ألو سيني (الفرنسية)
- ريتشارد برتون على موقع ميوزك برينز (الإنجليزية)
- ريتشارد برتون على موقع تيرنر كلاسيك موفيز (الإنجليزية)
- ريتشارد برتون على موقع أول موفي (الإنجليزية)
- ريتشارد برتون على موقع قاعدة بيانات برودواي على الإنترنت (الإنجليزية)
- ريتشارد برتون على موقع قاعدة بيانات برودواي على الإنترنت (الإنجليزية)